# Пршибыл, Даниэль
Даниэль Пршибыл (чеш. Daniel Přibyl; 18 декабря 1992, Острава, Чехия) — чешский хоккеист, центральный нападающий.

## Карьера
Даниэль Пршибыл является воспитанником клуба «Писек». Еще в 16 лет перешёл в клуб «Спарта Прага». В 2011 году дебютировал в Экстралиге. После самого удачного сезона в своей карьере (2015/16) Пршибыл подписал двухлетний контракт с клубом НХЛ «Калгари Флэймз». Сезон 2016/17 он начал в АХЛ за «Стоктон Хит». Но травмы, которые преследовали его с конца сезона 2015/16 (из-за операции правого колена Пршибыл не смог принять участие в финале плей-офф Экстралиги и побороться за место в сборной на чемпионат мира), не отпускали его. В сезоне 2016/17 он сыграл всего 33 матча из-за сотрясения мозга и травмы бедра. После долгого восстановления Пршибыл в предсезонных матчах травмировал крестообразные связки колена и вынужден был пропустить весь сезон 2017/18. В мае 2018 года было объявлено о возвращении Пршибыла в пражскую «Спарту». Но из-за проблем со здоровьем он так и не сыграл за «Спарту».

## Достижения
Серебряный призёр Экстралиги 2016
 Бронзовый призёр Экстралиги 2014

## Статистика
- Чешская экстралига — 215 игр, 136 очков (60+76)
- АХЛ — 33 игры, 15 очков (5+10)
- Чешская первая лига — 24 игры, 14 очков (10+4)
- Европейский трофей — 17 игр, 10 очков (4+6)
- Лига чемпионов — 12 игр, 10 очков (3+7)
- Сборная Чехии — 2 игры, 1 передача
- Кубок Шпенглера — 1 игра
- Всего за карьеру — 304 игры, 186 очков (82+104)